# Chelydra
Chelydra és un dels dos gèneres de tortugues de la família Chelydridae, l'altre és Macrochelys.

## Taxonomia
Chelydra té tres espècies:
- Chelydra acutirostris (Peters, 1962)
- Chelydra rossignonii (Bocourt, 1868)
- Chelydra serpentina (Linnaeus, 1758)